# Tengréla
Tengréla (ook wel gespeld als Tingréla) is een stad in het uiterste noorden van Ivoorkust, vlak bij de grens met Mali. De stad is gelegen in het district Savanes en daarbinnen in de regio Bagoué.

## Geschiedenis
De Franse ontdekkingsreiziger René Caillié stopte in januari 1828 bij de nederzetting Tengréla, toentertijd een groot ommuurd dorp, op zijn reis naar Timboektoe. Hij reisde met een karavaan van 500 tot 600 personen en 80 ezels die kolanoten vervoerden. In zijn boek Travels through Central Africa to Timbuctoo, gepubliceerd in 1830, spelde hij de naam van het dorp als "Tangrera".
In de stad staat een kleine adobe-moskee die mogelijk dateert uit de 17e eeuw, de Mosquée de Tengréla. Deze moskee is samen met andere moskeeën in de regio op de Werelderfgoedlijst van UNESCO geplaatst vanwege zijn uitstekende representatie van de Sahel-Soedanese architectuur.

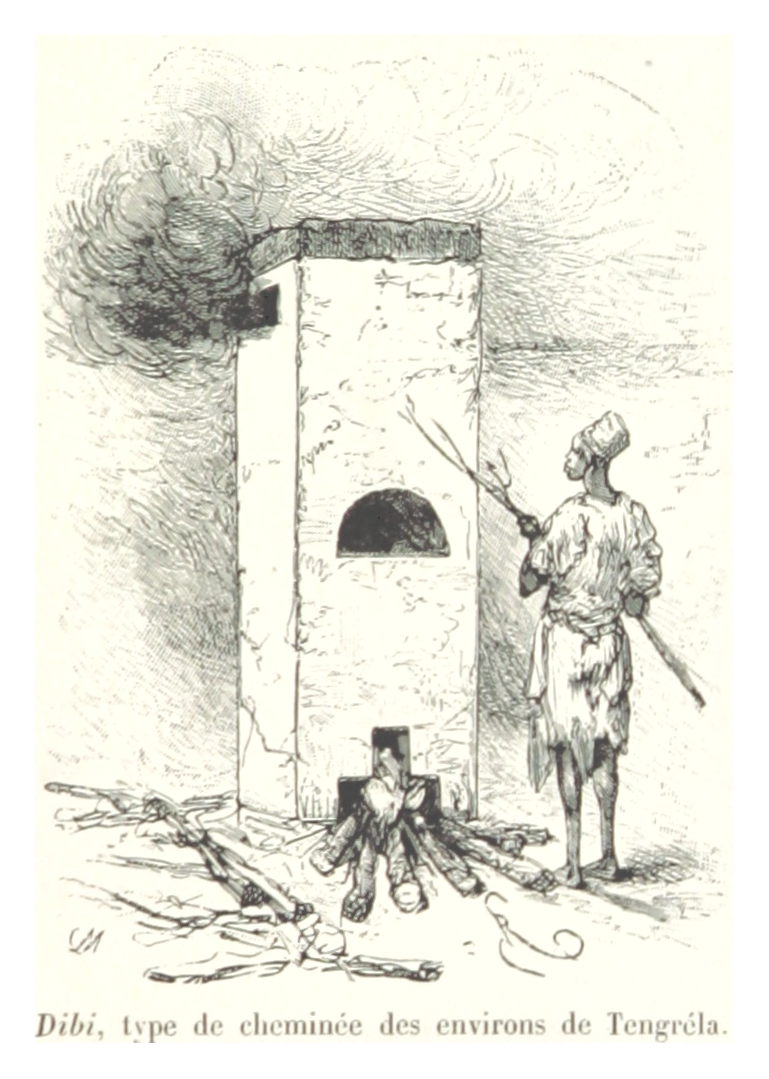
Een dibi, een soort schoorsteen gebruikt in Tingréla, 1892